# Adalberto II d'Ivrea
Adalberto II d'Ivrea o Adalberto d'Italia (931 circa – Autun, 20/30 aprile 972/975) è stato re d'Italia, con il padre Berengario II, dal 950 al 962 (dal 951 in contrapposizione al re dei Franchi Orientali, Ottone I).

## Origine
Figlio del marchese d'Ivrea Berengario II e di Willa III d'Arles (912-970), figlia del conte di Provenza e marchese di Toscana, Bosone d'Arles e di Willa II di Borgogna, figlia del re di Borgogna Rodolfo I e di Willa di Provenza.

## Biografia
Nel 950, il 15 dicembre, Adalberto, assieme al padre, Berengario II, fu eletto re d'Italia dai grandi del Regno, mentre l'opposizione alla loro elezione si coagulò attorno alla vedova di re Lotario, morto nel novembre dello stesso anno, Adelaide. Questa, secondo i cronista oppositori degli Anscarici, fu maltrattata e imprigionata, per ordine di Berengario, ed inoltre le fu confiscata la sua ricca dote.
Adelaide, nel 951, riuscì a scappare e, in agosto, con l'aiuto del vescovo di Reggio Emilia, a rifugiarsi nell'inespugnabile castello di Canossa, presso il conte Adalberto Atto, vassallo del vescovo di Reggio.
Nel settembre dello stesso anno, Ottone I di Sassonia scese in Italia per sostenere i diritti di Adelaide, e giunse a Pavia senza incontrare alcuna resistenza.
Mentre Adalberto e Berengario II si rifugiavano in uno dei loro castelli, Ottone, a Milano, assunse il titolo di rex Francorum et Longobardorum, dopo aver sposato Adelaide, vedova del re d'Italia e chiese a papa Agapito II di incoronarlo imperatore.
A seguito del rifiuto del papa, dopo aver conquistato solo una parte del regno d'Italia, Ottone, nel febbraio del 952, tornò in Germania, lasciando il proprio genero, il duca di Lorena, Corrado, a continuare la guerra contro Adalberto e Berengario, che ben presto vennero a patti con Corrado.
Alla dieta di Augusta (agosto 952), Adalberto e suo padre Berengario II vennero confermati nell'investitura regia, come vassalli di Ottone, dovendo però cedere al fratello di Ottone, il duca di Baviera, Enrico I, le marche di Verona, del Friuli e dell'Istria.
Rientrati in Italia, Adalberto e il padre misero sotto assedio, ma senza risultato, il conte Adalberto-Atto e Berengario e la moglie Willa III si vendicarono dei nobili e soprattutto degli ecclesiastici che li avevano traditi.
Nel 955, dopo la morte di Enrico I di Baviera, mentre Ottone era impegnato a combattere gli Ungari, Adalberto e il padre recuperarono la marca di Verona.
E, nel 957, Ottone organizzò la sua seconda spedizione in Italia, affidandone il comando al figlio primogenito, l'ex duca di Svevia, Liudolfo, che sconfisse Adalberto (mentre Berengario era fuggito) e conquistò tutta la Lombardia, ma che morì improvvisamente a Pombia, sul lago Maggiore, per una febbre maligna. Approfittando della morte di Liudolfo, Adalberto e il padre rioccuparono tutti i feudi che avevano perso e presto iniziarono le vendette.
Tra il 958 ed il 959 sposò Gerberga di Châlon (?-986), figlia del conte di Châlon e d'Autun Lamberto.
Nel 959, constatato che il Ducato di Spoleto non era più un sostenitore leale, Berengario attaccò Spoleto e ne scacciò il duca, Teobaldo II di Spoleto, mentre Adalberto metteva a sacco il territorio romano, riducendo a mal partito papa Giovanni XII, che nel 960, inviò una delegazione in Germania per sollecitare l'aiuto di Ottone.
Nell'agosto del 961, chiamato da papa Giovanni XII, Ottone scese nuovamente in Italia e, mentre Adalberto cercava di organizzare una resistenza a nord di Verona, Berengario, dopo aver incendiato il palazzo reale di Pavia, fuggì e si asserragliò nella fortezza di San Leo.
 Adalberto tradito dalla quasi totalità di conti e vescovi, dovette fuggire di fronte all'avanzata di Ottone, che entrò in Pavia, dove, dopo aver deposto formalmente dal titolo regale Adalberto e Berengario, fu incoronato re d'Italia, mentre il figlioletto, Ottone (rimasto in Germania), fu acclamato coreggente.
Ottone proseguì per Roma, passando da Ravenna, perché il marchesato di Toscana era rimasto fedele a Adalberto e Berengario, e, il 2 febbraio 962, fu incoronato Imperatore da Giovanni XII.
Ritornando verso nord attaccò il marchese di Toscana, Uberto, lo sconfisse e lo esiliò, poi attaccò Adalberto, asserragliato coi fratelli, Guido d'Ivrea e Corrado d'Ivrea e la madre, Willa III, nella regione dei laghi. Adalberto fuggì a Fraxinetum nel sud della Francia che a quel tempo era sotto il dominio saraceno e da lì raggiunse la Corsica.
La madre invece fu costretta ad arrendersi, nel castello di San Giulio nel lago d'Orta e le fu permesso di raggiungere il marito, Berengario II a San Leo.
 Caduta San Leo nel 963 Berengario fu arrestato ed esiliato a Bamberga assieme alla moglie Willa.
Adalberto rientrò in Italia nel 965, dopo la partenza di Ottone I e cercò di fomentare una ribellione, ma venne sconfitto dal duca di Svevia, Burcardo III, inviatogli contro dall'imperatore Ottone I e non gli riuscì di reimpossessarsi della marca d'Ivrea.
Nel 968, Adalberto si alleò con l'imperatore d'oriente, Niceforo Foca, nella guerra che lo contrappose a Ottone I per il possesso della Puglia, e l'anno dopo, alla fine delle ostilità fra i due imperatori, Adalberto fu costretto a rifugiarsi in Borgogna, dove morì nell'aprile di un anno compreso fra il 972 e il 975.
(Benzo d'Alba, Ad Heiricum 4. imperatorem, p. 828.)

## Discendenza
Adalberto da Gerberga, figlia di Lamberto conte di Chalon, ebbe almeno due figli:
- Ottone Guglielmo (962-1026), capostipite dei conti palatini di Borgogna;

## Ascendenza
|                       |                 |                       | Genitori                 |  |  | Nonni |  |  | Bisnonni   |  |  | Trisnonni           |  |
|                       |                 |                       |                          |  |  |       |  |  | Anscario I |  |  | Amedeo di Langres ? |  |
|                       |                 |                       |                          |  |  |       |  |  | Anscario I |  |  | Amedeo di Langres ? |  |
|                       |                 | …                     |                          |  |  |       |  |  | Anscario I |  |  |                     |  |
| Adalberto I d'Ivrea   |                 |                       |                          |  |  |       |  |  | Anscario I |  |  |                     |  |
|                       |                 | …                     | …                        |  |  |       |  |  |            |  |  |                     |  |
|                       |                 | …                     | …                        |  |  |       |  |  |            |  |  |                     |  |
|                       |                 | …                     | …                        |  |  |       |  |  |            |  |  |                     |  |
| Berengario II d'Ivrea |                 | …                     |                          |  |  |       |  |  |            |  |  |                     |  |
|                       |                 | Berengario del Friuli | Eberardo del Friuli      |  |  |       |  |  |            |  |  |                     |  |
|                       |                 | Berengario del Friuli | Eberardo del Friuli      |  |  |       |  |  |            |  |  |                     |  |
|                       |                 | Berengario del Friuli | Gisella                  |  |  |       |  |  |            |  |  |                     |  |
| Gisla del Friuli      |                 | Berengario del Friuli |                          |  |  |       |  |  |            |  |  |                     |  |
|                       |                 | Bertila di Spoleto    | Suppone II               |  |  |       |  |  |            |  |  |                     |  |
|                       |                 | Bertila di Spoleto    | Suppone II               |  |  |       |  |  |            |  |  |                     |  |
|                       |                 | Bertila di Spoleto    | Berta                    |  |  |       |  |  |            |  |  |                     |  |
| Adalberto II d'Ivrea  |                 | Bertila di Spoleto    |                          |  |  |       |  |  |            |  |  |                     |  |
|                       | Tebaldo d'Arles | Uberto del Vallese    |                          |  |  |       |  |  |            |  |  |                     |  |
|                       | Tebaldo d'Arles | Uberto del Vallese    |                          |  |  |       |  |  |            |  |  |                     |  |
|                       | Tebaldo d'Arles | …                     |                          |  |  |       |  |  |            |  |  |                     |  |
| Bosone d'Arles        | Tebaldo d'Arles |                       |                          |  |  |       |  |  |            |  |  |                     |  |
|                       |                 | Berta di Lotaringia   | Lotario II di Lotaringia |  |  |       |  |  |            |  |  |                     |  |
|                       |                 | Berta di Lotaringia   | Lotario II di Lotaringia |  |  |       |  |  |            |  |  |                     |  |
|                       |                 | Berta di Lotaringia   | Waldrada di Wormsgau     |  |  |       |  |  |            |  |  |                     |  |
| Willa III d'Arles     |                 | Berta di Lotaringia   |                          |  |  |       |  |  |            |  |  |                     |  |
|                       |                 | Rodolfo I di Borgogna | Corrado II di Borgogna   |  |  |       |  |  |            |  |  |                     |  |
|                       |                 | Rodolfo I di Borgogna | Corrado II di Borgogna   |  |  |       |  |  |            |  |  |                     |  |
|                       |                 | Rodolfo I di Borgogna | Waldrada                 |  |  |       |  |  |            |  |  |                     |  |
| Willa II di Borgogna  |                 | Rodolfo I di Borgogna |                          |  |  |       |  |  |            |  |  |                     |  |
|                       |                 | Willa di Provenza     | Bosone I di Provenza     |  |  |       |  |  |            |  |  |                     |  |
|                       |                 | Willa di Provenza     | Bosone I di Provenza     |  |  |       |  |  |            |  |  |                     |  |
|                       |                 | Willa di Provenza     | …                        |  |  |       |  |  |            |  |  |                     |  |
|                       |                 | Willa di Provenza     |                          |  |  |       |  |  |            |  |  |                     |  |